# Moralt (família de músics)
Moralt (família de músics) (Família de músics alemanya, representada per 18 membres al Munich Hofkapelle entre 1787 i 1920), i més coneguda pel famós quartet de corda Moralt del segle xix. Un besnet de Jakob Moralt, que va tocar al primer quartet Moralt, va ser el director Rudolf Moralt.
- Adam Moralt (Mannheim, agost de 1748 - Múnic, 2 de novembre de 1811). Va ser gerent d'orquestra a Mannheim i va anar amb el tribunal electoral quan es va traslladar a Múnic el 1778. No menys de set dels seus fills es van unir a la Hofkapelle de Múnic. A través de la seva dona Maria Anna Kramer, la família estava relacionada amb la família musical londinenca Cramer.
- Adam Moralt (Mannheim, 1774 - mort després de 1842). Intèrpret de viola, fill d'Adam Moralt. Degué haver anat a Londres a una edat primerenca; va tenir un paper destacat en la vida musical anglesa i fins al 1842 va ser el principal intèrpret de viola als Concerts Filharmònics ...
- Anton Moralt (1807–1862), contrabaixista
- August Moralt (1811–1886), violoncel·lista
- Carl Moralt (1800-1853), contrabaixista
- Clementine Moralt, nom de casada Pellegrini (1797–1845), cantant d'òpera
- Eduard Anton Moralt (1819-1859)
- Friedrich Moralt (1805–1869), intèrpret de trompa
- Jakob Moralt (1780–1820), violista
- Johann Baptist Moralt (1777–1825), compositor
- Josef Moralt (1816–1848)
- Joseph Moralt (1775–1855), violinista, potser el més famós de la nissaga.
- Karl Moralt (1800-1853)
- Luise Moralt (1853-1884)
- Ludwig Moralt (1815–1888)
- Otto Moralt (1828-1887)
- Paul Alois Moralt (1849-1943)
- Peter Moralt (1814-1865)
- Philipp Moralt (1780-1830), violoncel·lista
- Rudolf Moralt (1902–1958), director d'orquestra
- Wilhelm Moralt (1815–1874)
- Willy Moralt (1884–1947), pintor de gènere i paisatge
- Julius Pellegrini (1806-1858), cantant d'òpera, gendre d'Adam
- Sophia Corri Dussek (1775-1847), cantant, pianista i concertista d'arpa, nora d'Adam
- Alfred Pellegrini (1887-1962), violinista, net d'Adam.